# Долно Аликьой
Долно Аликьой (на гръцки: Κάτω Μανδριά, Като Мандрия, до 1927 година Κάτω Αλή Κιόι, Като Али Кьой) е обезлюдено село в Република Гърция, разположено на територията на дем Бук (Паранести) в област Източна Македония и Тракия.

## География
Село Долно Аликьой е разположено в югозападните Родопи, в историко-географската област Чеч.

## История

### В Османската империя
Според една от легендите Мехмед Синап е живял в долната махала на село Алъкьой, Чечко, т.е. в село Долно Аликьой. В селото била кулата му и от него ръководил целия край, както и нападенията над отдалечените места. Селото е нападнато от османските власти с цел залавянето или убиването на Мехмед, но той избягва, въпреки което е убит в съседното село Лъджа.

### В Гърция
След Междусъюзническата война в 1913 година Долно Аликьой попада в Гърция. Според гръцките статистики през 1920 година селото има 185 жители. В 1923 година жителите на селото са изселени в региона на град Узункьопрю, Турция. В селото са заселени няколко скотовъдни семейства. През 1927 година името му е сменено от Като Али Кьой (Κάτω Αλή Κιόι) на Като Мандрия (Κάτω Μανδριά).
| Година    | 1913 | 1920 | 1928 | 1940 | 1951 | 1961 | 1971 | 1981 | 1991 | 2001 | 2011 | 2021 |
| --------- | ---- | ---- | ---- | ---- | ---- | ---- | ---- | ---- | ---- | ---- | ---- | ---- |
| Население |      | 185  |      |      |      |      |      |      |      |      |      |      |

## Личности
Родени в Долно Аликьой
- Мехмед Синап (? - 1796), хайдутин